# Cabranes
Cabranes és un conceyu de la Comunitat Autònoma del Principat d'Astúries. Limita al nord amb Villaviciosa, al sud amb Piloña i Nava, a l'est amb Piloña i Villaviciosa i a l'oest amb Villaviciosa i Nava. Pobles destacats del concejo són Santolaya, Torazo, Fresnedo, Viñón, Niao i Valbuena. Forma part de la Comarca de la Sidra, i com a peculiaritat, a Cabranes, se celebra el Festival de l'Arròs amb Llet.

## Història

### De la Prehistòria a l'edat moderna
Sense troballes del Paleolític, les seves restes tumulars de l'època Megalítica no són molt prolífics, hi ha tres restes de túmuls, en la línia divisòria amb Villaviciosa i altres dos, en els monts Incós i Montaliñu. En el seu cultura castreña i de romanització, només s'ha descobert un emplaçament, en la Coroña Castru i altre possible vestigi en el Camí dels Moros. L'edat mitjana, segueix sent un poc fosc, no trobant els seus orígens per a saber com va començar la seva història com a concejo, per a poder emmarcar-lo, tal com va ocórrer en altres concejos asturians. Aquesta escassesa de fonts escrites, s'atenuen amb les restes arqueològiques de tipus eclesiàstics, com són els de l'església de Gramedo atribuïts els seus orígens al 846 i la de Santa Eulalia. Referent als enclavaments defensius d'aquesta època, són els de La Cobertoria, La Coroña Castru i la torre del Cueto, encara que tots aquestes restes no estan cronològicament molt bé datats. En el segle xiii, comença a tenir-se una idea més clara sobre aquestes terres.
La instal·lació del monestir de Valdedios va deure tenir una gran influència sobretot el territori. Durant aquest segle el municipi de Cabranes ja comença a aparèixer consolidat, però no encara amb els seus límits actuals. Ja que la seva organització administrativa, no té en aquesta època la importància que tenien altres concejos, ja que era simplement un concejo rural i de via de passada de Villaviciosa al Puerto de Tarna. En els segles xiv i xv havia un gran influx monàstic. El monestir de Santa María de Valdedios fundat en el segle xiii, arriba al seu màxim desenvolupament amb la seva pròpia organització administrativa, però també hi ha una gran influència de l'aristocràcia laica, així el poderós Rodrigo Álvarez d'Astúries, figura important de l'època, tenia grans drets sobre part d'aquest concejo, deixant en el seu testament heretats al monestir de San Vicente. També comença a destacar l'influx de la petita noblesa local, però amb continus enfrontaments familiars.
En el segle xvi, es destaca la desamortització feta per Felip II, que va estar a punt de posar fi al monestir de San Vicente i al seu predomini sobre el vedat de Camás, on tenien unes prerrogatives que cap a marcar aquest territori com independent dintre de l'àrea, així administrava justícia tant civil com criminal, o de vassallatge que devien les gents de la zona al monestir. Però les al·legacions interposades van impedir la seva desvinculació. Aquesta influència del monestir, comença a desaparèixer en l'últim terç del segle esdevenidor.

### Seglexixfins ara
En el segle xix, aquest territori segueix enclavat en el seu ambient rural, només cap destacar el monestir de San Vicente, que segueix mantenint la seva influència sobre li Vedat de Camás que desapareixerà completament com zona independent, en ell ultimo terç del segle, incorporant-se en tots els seus aspectes al concejo de Cabranes. La seva evolució industrial va ser gairebé inexistent, en part a causa del seu aïllament i en part per la seva exclusió de les principals vies de comunicació. En el segle xx, aquest concejo va estar marcat per la seva emigració, descrita ja en la seva evolució demogràfica. La guerra civil no va tenir especial transcendència en el municipi i el pas del temps no ha pogut modificar el seu caràcter rural.

## Geografia
L'últim cens li donava una població de 1.086 habitants, i les seves principals localitats són, per nombre d'habitants: Santa Eulalia capital del concejo, Camás, Torazo, Pandenes i Piñera. Les principals vies de comunicació són: la carretera AS-25 entre L'Infiestu i Villaviciosa, l'AS-335 que s'uneix a l'anterior en el centre del concejo i discorre d'oest a est i l'AS-334 que va cap a Piloña. Aquest concejo està a una distància de la capital del Principat de 47 quilòmetres. Municipi petit d'orografia poc accidentada, ja que les seves altituds màximes no superen els 600 metres. Les seves cotes més altes són: Incós de 578 metres i el Montaliñu de 546 metres. Cabranes, té una dotzena de rierols que discorren dintre del concejo, i destaquen per la seva longitud els rius: Sales i el Viña. És un concejo de caràcter rural i ramader, les seves explotacions són en la seva majoria de petita extensió, tenint certa importància l'explotació de la poma i dels seus boscos.

## Parròquies
El concejo de Cabranes està format per 6 parròquies rurals: 

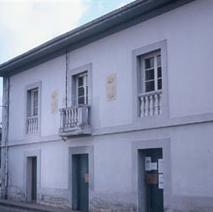
Ajuntament de Cabranes

- Fresnéu
- Graméu
- Pandenes
- Santolaya
- Torazu
- Viñón

## Evolució demogràfica
La població que té actualment és d'uns 1.225 habitants, xifra que és la menor que té des del segle xviii. El seu màxim ho arriba a en 1910, amb una població de 3.750 persones, produint-se tal caiguda demogràfica per culpa de l'emigració, diferenciant dintre d'ella dues etapes distintes, segons les necessitats de l'època. En un primer moment cap a 1950 la seva població es va dirigir feia els països d'ultramar, com Cuba, Mèxic, Argentina, i Santo Domingo, canviant en un segon període a destinacions més properes, com va ser el centre de la regió, a les zones industrialitzades, Gijón, Avilés i les conques mineres. Les seves conseqüències van ser, un despoblament i una inversió de la piràmide de població. Tenint un gran envelliment, així el 37% té més de 60 anys i la presència de parelles joves és només del 17%. Cal destacar un percentatge molt elevat de població inactiva ja jubilada que és el 40%.

## Economia
El major nombre d'ocupacions, ve donat per la ramaderia i els seus derivats la llet i la carn. Ara comença a destacar el sector serveis, a causa de l'obertura de hospedajes rurals i altres activitats turístiques. La seva indústria és escassa, dedicant-se més als productes bàsics.

## Política
Al concejo de Cabranes, des de 1979, el partit que més temps ha governat ha estat el PP. A pesar d'això, l'actual alcalde és el socialista Alejandro Vega, qui governa des de 2003 amb majoria absoluta:
|      | PSOE | PP | URAS | Altres | Total |
| ---- | ---- | -- | ---- | ------ | ----- |
| 2003 | 6    | 2  | 1    | 0      | 9     |
| 2007 | 8    | 1  | 0    | 0      | 9     |